# Michal Lobkowicz
Michal Lobkowicz (* 20. července 1964, Praha) je bývalý český politik, v 90. letech 20. století a počátkem 21. století poslanec České národní rady a Poslanecké sněmovny za Křesťanskodemokratickou stranu, později za ODS a Unii svobody, v roce 1998 ministr obrany České republiky.

## Biografie
Narodil se do šlechtického rodu Lobkoviců jako Michael Amadeus Ferdinand Baltazar princ z Lobkovic, syn MUDr. Františka Lobkowicze (1927–1998) a jeho manželky Hany, rozené Novákové (1928–2025). Má starší sestru Marii Leopoldinu (* 1959), sestra Marie Johana zemřela v mládí.
V roce 1987 absolvovoval Přírodovědeckou fakultu Univerzity Karlovy (obor geologie) a Filozofickou fakultu Univerzity Karlovy, kde vystudoval obor překladatelství. Do roku 1992 pracoval jako geolog v Českém geologickém ústavu. V době před rokem 1989 se zčásti zapojoval do neoficiálních a opozičních aktivit. Po roce 1989 se zapojil do politiky. Zakládal místní sdružení Občanského fóra a od roku 1990 byl členem křesťanskodemokratické strany.
Ve volbách v roce 1992 byl zvolen do České národní rady za křesťanskodemokratickou stranu (KDS) ve volební koalici ODS-KDS (volební obvod Středočeský kraj). Zasedal v zahraničním výboru.
Vznikem samostatné České republiky v lednu 1993 se ČNR změnila v Poslaneckou sněmovnu Parlamentu České republiky. Zde obhájil mandát ve volbách v roce 1996 a volbách v roce 1998. Zasedal v poslaneckém klubu KDS a po sloučení této strany s ODS přešel od dubna 1996 do poslaneckého klubu občanských demokratů. V lednu 1998 pak přešel do sněmovního klubu nově utvořené Unie svobody. V letech 1996–1998 byl místopředsedou zahraničního výboru, v letech 1998–2000 členem výboru pro obranu a bezpečnost a v období let 2000–2002 členem výboru pro evropskou integraci.
Od ledna 1993 pracoval na ministerstvu zahraničí jako vrchní ředitel kabinetu ministra Josefa Zieleniece a stal se jeho blízkým spolupracovníkem. Funkce na ministerstvu se vzdal po volbách v roce 1996, ale i nadále byl poradcem ministra Zieleniece. Již na jaře 1997 se vyjádřil kriticky ke stavu koaliční vlády a doporučil, aby z vlády odešli jak Václav Klaus, tak Josef Lux. Během roku 1997 se podílel za ODS na vyjednávání se sociálními demokraty o přijetí Česko-německé deklarace. Ještě roce 1997 mu Václav Klaus nabízel místo ministra obrany v rámci rekonstrukce druhé vlády Václava Klause. V souvislosti s krizí uvnitř ODS na konci roku 1997 se však Lobkowicz přiklonil ke křídlu kritickému k Václavu Klausovi. 30. prosince 1997 doporučilo vedení poslaneckého klubu ODS několika politikům občanských demokratů včetně Lobkowicze přijmout nabízené funkce v rodící se vládě Josefa Tošovského, ačkoliv s tímto krokem ostře nesouhlasilo vedení ODS. V následujících dnech pak došlo k rozkolu v ODS a část strany, podporující novou Tošovského vládu, se ustavila počátkem roku 1998 jako Unie svobody, do níž Lobkowicz vstoupil. V Tošovského vládě pak od 2. ledna 1998 do 22. července 1998 zastával funkci ministra obrany za Unii svobody.
V sněmovních volbách v roce 2002 nekandidoval. Od roku 2002 se věnuje podnikání, mimo jiné byl členem dozorčí rady firmy Massag.

### Rodina
Je ženatý, s manželkou Lucií, která působí jako učitelka, má dva syny.